# Najib Razak
Najib Razak (født 23. juli 1953 i Kuala Lipis i Pahang), er en malaysisk politiker. Han var Malaysias premierminister fra 2009 til 2018. I 2020 blev han idømt 12 års fængsel for 1MDB-skandalen. Den 23. august 2022 afviste Malaysias føderale domstol Najibs appel og stadfæstede dommen. Najib afsoner i øjeblikket sin straf i Kajang-fængslet.

## 1MDB-skandale
I juli 2015 blev Najib afsløret af medierne, at 1MDB havde overført 2,6 milliarder ringgit til hans private konto. Efter hændelsen blev afsløret, forårsagede det en bølge af kritik fra det malaysiske folk. Blandt dem bad den tidligere malaysiske premierminister Mahathir Mohamad ham om at sige op flere gange.
Den 3. oktober 2015 tidligere MCA-formand Ling Liong Sik kritiserede den Najib for at have taget andres penge i lommen under 1MDB-skandalen og krævet hans afgang. Den 27. oktober samme år anlagde Najib en sag ved landsretten for ærekrænkelse.
Den 9. maj 2018 blev regeringen ledet af Najib besejret ved parlamentsvalget. Den 22. maj trak han formelt bagvaskelsessagen mod Ling Liong Sik tilbage. Siden valgnederlaget har Najib haft forbud mod at rejse ud af Malaysia. Han er blevet afhørt i 1MDB-sagen flere gange, og politiet har ransaget hans og hans familiemedlemmers huse.
Den 3. juli 2018 blev Najib anholdt i hjemmet i forbindelse med 1MDB-skandalen.
Den 28. juli 2020 blev Najib idømt 12 års fængsel og en bøde på 210 millioner ringgits på grund af de 7 anklager i 1MDB -skandalen.
Den 5. april 2021 afholdt den malaysiske appeldomstol en høring om Najibs appel af dommen. Den 8. december blev Najibs appel afvist, og retten stadfæstede den oprindelige dom.
Najib er den første malaysiske tidligere premierminister, der er blevet dømt og fængslet for korruption. Rygter om, at han ville modtage særbehandling under sin dom, blev afvist af embedsmænd.

## Kontroverser
Najib er en kontroversiel politisk leder, og forskellige skandaler har fået ham til at blive kritiseret.
Derudover blev han kritiseret for sin kone Rosmah Mansors ekstravagante liv.

### Værste finansminister i Asien
Den 1. februar 2016 blev Najib kåret som den dårligste finansminister i Asien.

### Overtrædelse af SOP
Den 6. maj 2021 blev Najib idømt en bøde på 3.000 RM for at have overtrådt SOP. Den 17. november blev han igen anklaget for at have overtrådt SOP.